# 청원로 (안성 평택)
청원로(Cheongwon-ro)는 경기도 안성시 원곡면 하가천삼거리에서 평택시 청북읍 청북읍 행정복지센터앞 사거리를 잇는 20.810km 도로이다.
- 고덕동 구간중 3.7km구간이 고덕신도시 공사관계로 해당구간이 미개통이다.

## 연혁
- 2024년 11월 4일 : 브레인시티 내 도시계획도로 개설공사에 따라 예전 도로구간 폐쇄 및 신규 도로구간 개설에 따른 도로구간 변경[1]

## 주요 경유지
경기도
- 안성시 (원곡면) - 평택시 (송탄동 - 중앙동 - 고덕동 -   고덕면 - 청북읍)

## 노선
전구간이 지방도 제306호선에 속함.
| 이름                                                | 접속 노선                             | 소재지 | 소재지 | 비고 |
| --------------------------------------------------- | ------------------------------------- | ------ | ------ | ---- |
| 하가천삼거리                                        | 지방도 제302호선 (만세로) 가천중앙1길 | 안성시 | 원곡면 |      |
| 원곡교                                              |                                       | 안성시 | 원곡면 |      |
| 역말마을교차로                                      | 역말로 새울길                         | 안성시 | 원곡면 |      |
| 서안성IC교차로                                      |                                       | 안성시 | 원곡면 |      |
| 송탄IC교차로                                        |                                       | 평택시 | 송탄동 |      |
| (이름없음)                                          | 도일유통길                            | 평택시 | 송탄동 |      |
| 도일사거리                                          | 지방도 제317호선 (삼남로)             | 평택시 | 송탄동 |      |
| (이름없음)                                          | 도일로 방여울로                       | 평택시 | 송탄동 |      |
| (이름없음)                                          | 주담로                                | 평택시 | 중앙동 |      |
| 석정교                                              |                                       | 평택시 | 중앙동 |      |
| 현대아파트사거리                                    | 국도 제1호선 (경기대로)               | 평택시 | 중앙동 |      |
| 이충지하차도                                        |                                       | 평택시 | 중앙동 |      |
| 건성1교                                             |                                       | 평택시 | 중앙동 |      |
| 미개통(고덕중앙1로,고덕중앙대로)와 중복(도로는개설) |                                       |        |        |      |
| 동연1교                                             |                                       | 평택시 | 고덕면 |      |
| 동연교차로                                          | 지방도 제315호선 (용소금각로) 강변길  | 평택시 | 고덕면 |      |
| 어연IC교차로                                        |                                       | 평택시 | 청북읍 |      |
| 어연사거리                                          | 율복로 어연길                         | 평택시 | 청북읍 |      |
| 한산교                                              |                                       | 평택시 | 청북읍 |      |
| 청북읍지하차도교차로                                | 국도 제38호선 (서해로)                | 평택시 | 청북읍 |      |
| 청북읍행정복지센터앞 사거리                         | 신포길 청복중앙로                     | 평택시 | 청북읍 |      |

## 주요 건물 및 시설
- 청북읍 행정복지센터 (청원로 2/현곡리 293-4)
- 청북보건지소 (청원로 2/현곡리 293-4)
- GS25 청북현곡점 (청원로 19/현곡리 288)
- SK에너지 현곡셀프주유소 (청원로 27/현곡리 290-7)
- SK에너지 행복충전 현곡충전소 (청원로 27/현곡리 296)
- HD현대오일뱅크 이케이에너지 평택주유소 (청원로 49/현곡리 252)
- 경동택배 평택청북현곡 253영업소 (청원로 55/현곡리 253-4)
- SK에너지 삼성주유소 (청원로 158/토진리 214-16)
- SK에너지 어연공단 주유소 (청원로 390/어연리 732-2)
- 한국타이어 TBX 청북타이어점 (청원로 394/어연리 737-5)
- CU 평택어연IC점 (청원로 692/동청리 40-3)
- SK에너지 브레인시티주유소 (청원로 1374/이충동 72)
- GS칼텍스 백련주유소 (청원로 1394/이충동 79-2)
- GS칼텍스 블루에너지  가스충전소 (청원로 1409/장안동 241-1)
- HD현대오일뱅크 산운에너지 주유소 (청원로 1466/가재동 322-3)
- E1 도원LPG충전소 (청원로 1630/도일동 992)
- 현대오일뱅크 정원셀프 주유소 (청원로 1640/도일동 707-5)
- CU 현대도일셀프점 (청원로 1640/도일동 707-5)
- CU 송탄도일점 (청원로 1740/도일동 183-8)
- SK 에너지 태광주유소 (청원로 1786/내가천리 179-7)
- SK 에너지 원곡충전소 (청원로 1798/내가천리 160-15)
- GS칼텍스 새아침주유소 (청원로 1815/내가천리 159-4)
- 알뜰 보광셀프주유소 (청원로 1831/내가천리 164-25)